# 펑타이 과기원역

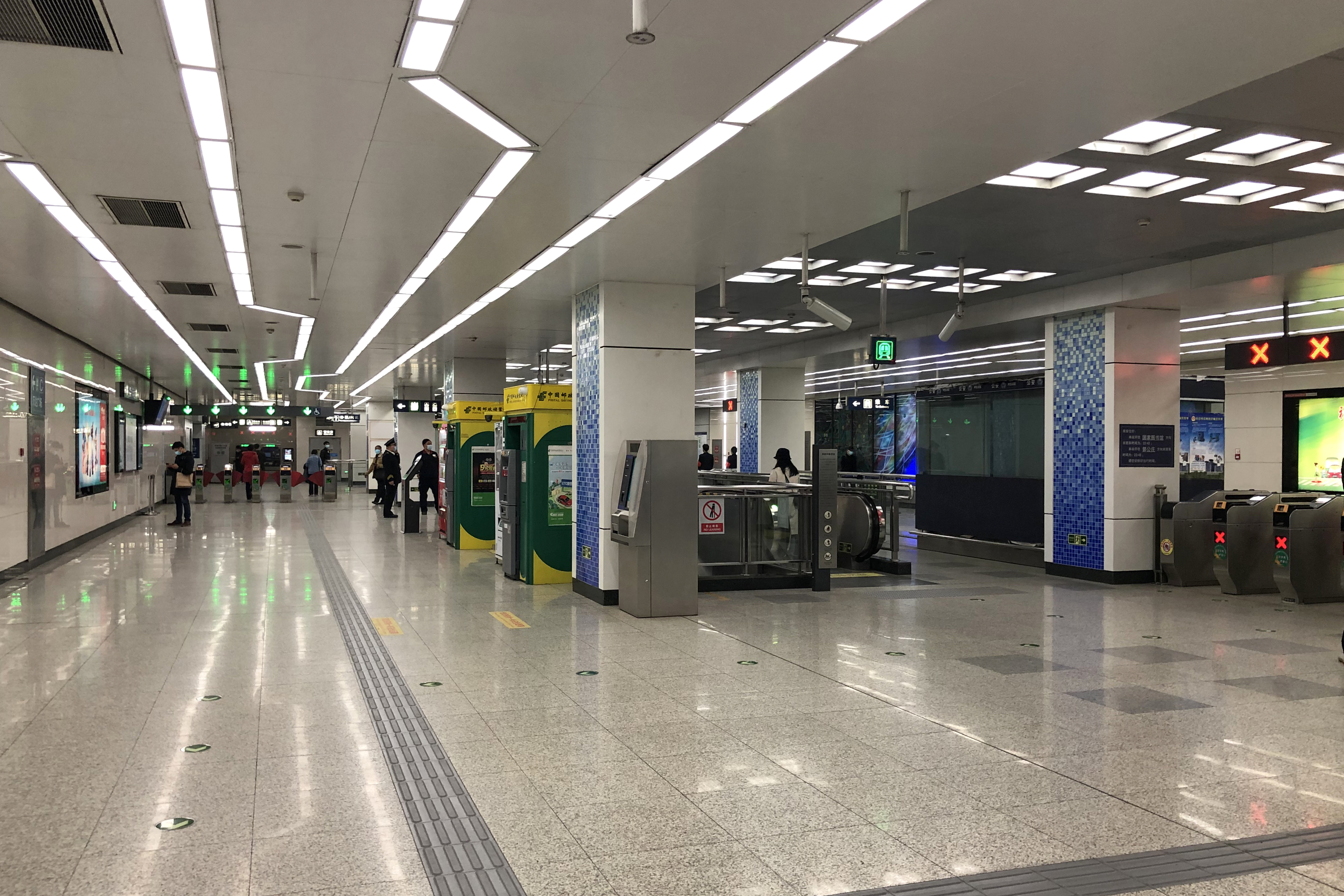
펑타이 과기원역 대합실 (2020년 11월)

펑타이 과기원역(중국어: 丰台科技园站)은 중국 베이징시 펑타이구 칸단 가도의 펑커로·펑마오로·우촨로 교차로에 위치한 베이징 지하철 9호선의 지하철역이다. 2011년 12월 31일 9호선 남단 개통과 동시에 개장되었다.

## 위치
이 역은 베이징 시내 남서부, 4환로 외곽, 펑타이 과기원 3차 펑마오로(동서 방향) 지하에 남북 방향으로 위치하고 있다.

## 역 구조
펑타이 과기원역은 섬식 승강장 지하 역이다. 정거장 기둥은 모자이크로 장식되어 있고 천장은 회로 기판과 유사한 조명 벨트를 사용하고 있다.
| 지면층          | 가도                            | A-D출구                          |
| 지하 1층        | 대합실                          | 고객 센터, 자동매표기, 개집표기  |
| 지하 2층 승강장 | ←                               | ■ 9호선 국가도서관 방면 (커이루) |
| 지하 2층 승강장 | 섬식 승강장, 왼쪽 출입문이 열림 |                                  |
| 지하 2층 승강장 | →                               | ■ 9호선 궈궁좡 방면 (시·종착역)  |

## 출구
|                         |                |      |             |
| 출구                    | 출구 인근      | 사진 | 무장애 시설 |
| 出口 · A                | 펑커로(丰科路) |      |             |
| 出口 · B                | 펑커로(丰科路) |      |             |
| 出口 · C                | 펑커로(丰科路) |      |             |
| 出口 · D                | 펑커로(丰科路) |      |             |
| 아이콘 설명: 엘리베이터 |                |      |             |